# No Return
No Return ist eine französische Thrash- und Death-Metal-Band aus Paris, die im Jahr 1984 unter dem Namen Evil Power gegründet wurde. Die Band spielte als erste französische Band in Norwegen auf dem Hole in the Sky Festival. Außerdem spielte sie auf dem Summer Breeze in Deutschland.

## Geschichte
Die Band wurde im Jahr 1984 unter dem Namen Evil Power gegründet. Im Jahr 1989 änderte die Band ihre Namen in No Return um und bestand dabei aus Sänger Philippe Ordon, Bassist Laurent Janaut, Gitarrist Eric le Baron, Schlagzeuger Didier le Baron und Gitarrist Alain Clement. Im Jahr 1990 erreichte die Band einen Vertrag bei Semetery Records. Die Band begab sich nach Deutschland in das Phoenix Studio, um ihr Debütalbum aufzunehmen. Als Produzent war Marquis Marky, Schlagzeuger von Coroner, tätig. Nach der Veröffentlichung des Albums Psychological Torment folgten Auftritte zusammen mit Sacred Reich und Exhorder.
Im Jahr 1991 begab sich die Band zu Morrisound Recording in Florida, wobei Tom Morris als Produzent tätig war. Das Album Contamination Rises wurde im Jahr 1992 veröffentlicht. Im Anschluss folgten Konzerte mit Coroner, Napalm Death und Sepultura.
Nachdem Sänger Ordon im Jahr 1992 die Band verlassen hatte, wurde er durch Tanguy ersetzt. Danach begab sich die Band in die Schweiz in das Studio des Forces Motrices mit Produzent David Weber. Das Album Season of the Soul wurde im Jahr 1995 veröffentlicht. Der Veröffentlichung folgten Konzerte mit Massacra, Loudblast und Crusher. Danach folgte die Aufnahme der EP Red Embers, erneut mit Produzent David Weber im Studio des Foces Motrices. Es folgten Auftritte in Frankreich und Belgien mit Lofofora, sowie Konzerte mit Loudblast, Motörhead und Edge of Sanity.
Tanguy verließ die Band im Jahr 1998 und wurde durch Sänger Laurent Plainchamp ersetzt, bevor dieser wiederum im Folgejahr durch Steeve „Zuul“ Petit ersetzt wurde. Danach folgten die Arbeiten zum Album Self Mutilation. Gegen Ende des Jahres 1999 begab sich die Band in das Studio von Alexis Phélipot, Schlagzeuger von Misanthrope. Nach den Aufnahmen kam mit Benoît „Ben“ Antonia ein zweiter Gitarrist zur Band. Zudem kam auf Keyboarder Malko Pouchin zur Gruppe. Self Mutilation wurde über Kodiak Records veröffentlicht. Es folgten Auftritte in Frankreich, Belgien und Österreich. Danach folgte eine einwöchige Tour mit Darkside durch ganz Europa.
Im Oktober 2001 nahm die Band das Album Machinery in den CCR Studios in Belgien auf und mischte es in Frankreich in den FunMasters Studios ab. Die Band erreichte im Januar 2002 einen Vertrag über drei Alben bei Nuclear Blast, bei dem auch Machinery veröffentlicht wurde. Als neue Bassistin kam mit Olivia Scemama zur Band. Es folgten Touren und Festivalauftritte, wie auf dem Summer Breeze Festival, wo unter anderem Bands wie Dimmu Borgir, Pro-Pain, Tiamat, Samael, Soilwork, Dark Tranquillity und Nightwish vertreten waren.
Danach begab sich die Band nach Bergen (Norwegen) um auf dem Hole in the Sky Fest zu spielen. Im Oktober 2002 verließ Malko Pouchin die Band, währenddessen war die Band auf Tour durch Europa zusammen mit Nile und Sinister.
Im Mai 2003 verließ Sänger Petit die Band und wurde im September durch Moreno Grosso ersetzt. Im November nahm die Band Stücke für ein weiteres Album auf. Gegen Ende des Jahres 2004 verließ Bassistin Olivia Herol die Band und wurde durch Loïc Colin (Scarve) ersetzt.
Im Jahr 2006 erschien das Album No Return über Season of Mist.
Im Jahr 2008 folgte ein weiters Album über Dockyard 1, das den Namen Manipulated Mind trug.

## Stil
Die Band spielt eine Mischung aus Thrash- und Death-Metal, wobei der Gesang sehr aggressiv gehalten wird. Besonders charakteristisch ist außerdem der Einsatz von Samples.

## Diskografie
Als Evil Power
- 1987: First Invasion (Demo, Eigenveröffentlichung)

Als No Return
- 1990: Psychological Torment (Album, Semetery Records)
- 1990: Vision of Decadence (Demo, Eigenveröffentlichung)
- 1992: Contamination Rises (Album, Semetery Records)
- 1995: Seasons of Soul (Album, Semetery Records)
- 1997: Red Embers (EP, Arcade Records)
- 2001: Self Mutilation (Album, Kodiak Records)
- 2002: Machinery (Album, Nuclear Blast)
- 2006: No Return (Album, Season of Mist)
- 2008: Manipulated Mind (Album, Dockyard 1)
- 2012: Inner Madness (Album, Great Dane Records)
- 2013: Psychological Contamination (Kompilation, Great Dane Records)
- 2015: Fearless Walk to Rise (Album, Mighty Music)